# 彭惊涛
彭惊涛（1967年2月—），湖北武汉人，中华人民共和国外交官，曾任中华人民共和国驻贝宁共和国特命全权大使。

## 生平
1991年，进入中华人民共和国外交部工作，先后在驻科特迪瓦大使馆、外交部非洲司、驻突尼斯大使馆、外交部干部司任职。2006年，任驻喀麦隆大使馆参赞。2010年，任外交部办公厅参赞兼处长。2012年，任外交部办公厅参赞，后升任外交部办公厅副主任。2016年1月，出任中华人民共和国驻蒙特利尔总领事。2018年3月，出任中华人民共和国驻贝宁大使。2024年10月，自驻贝宁大使离任。

## 家庭
已婚，有一女。